# Iulius Mall Suceava

Iulius Mall Suceava

Iulius Mall Suceava este un centru comercial din municipiul Suceava, deschis la data de 15 noiembrie 2008. El se află situat în apropiere de Calea Unirii, în zona fostei platforme industriale „Valea Sucevei” din cartierul Burdujeni.

## Istoric și descriere
Iulius Mall Suceava este cel de-al doilea centru comercial deschis în Suceava, după proiectul Shopping City Suceava. A fost construit pe terenul defunctei Întreprinderi de Fibre Artificiale (IFA) din fosta zonă industrială de pe malul stâng al râului Suceava.
Centrul comercial este cel de-al patrulea din cadrul rețelei Iulius Mall și a implicat o investiție de 60 de milioane de euro. Are o suprafață închiriabilă de 54.900 de metri pătrați și găzduiește 150 de magazine din diverse domenii și 12 restaurante și un cinematograf. Principalele ancore sunt reprezentate de hipermarketul Auchan (10.500 mp) și de magazinul de bricolaj Bricostore (9.500 mp), magazinele de moda H&M (1.670 mp), Bershka (1.450 mp), C&A (1.225 mp) la care se adaugă două magazine de electronice și electrocasnice Media Galaxy (1.350 mp). Dar pot fi găsite și McDonald's, KFC, Subway, Salad Box (situate în zona FoodCourt al mall-ului), precum și CCC, Sephora, CinemaCity, DM, Adidas, Kenvelo, InterSport și TopShop.
Complexul este construit pe trei niveluri, pe o suprafață de 70.000 de metri pătrați. Include Turnul IFA, fostul coș de dispersie al gazelor de la Întreprinderea de Fibre Artificiale, cea mai înaltă construcție din Suceava, având peste 200 de metri. Iulius Mall Suceava deține o parcare cu 1.200 de locuri.

## Imagini

Semn amplasat la intrare
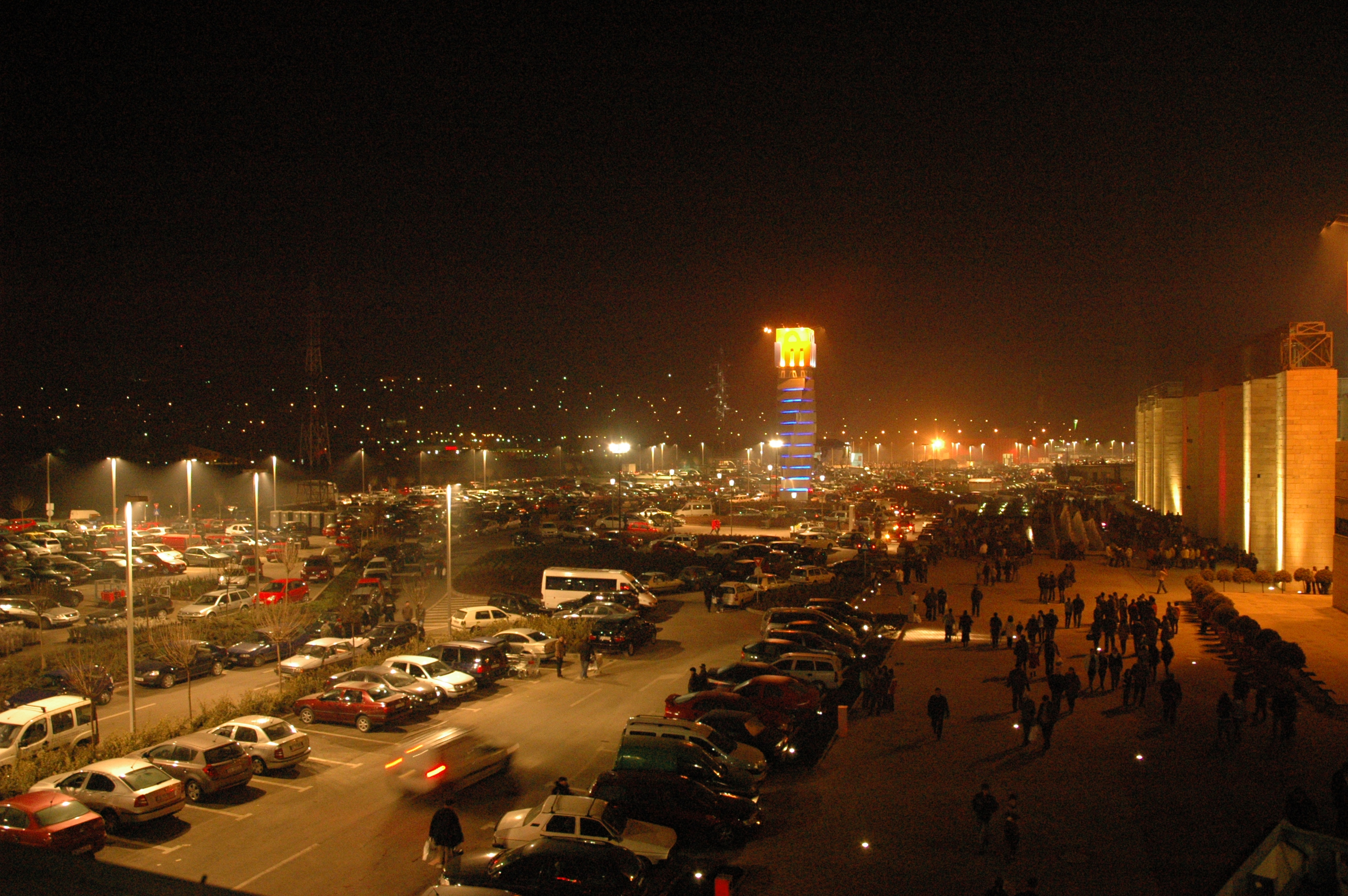
Parcarea pe timp de noapte
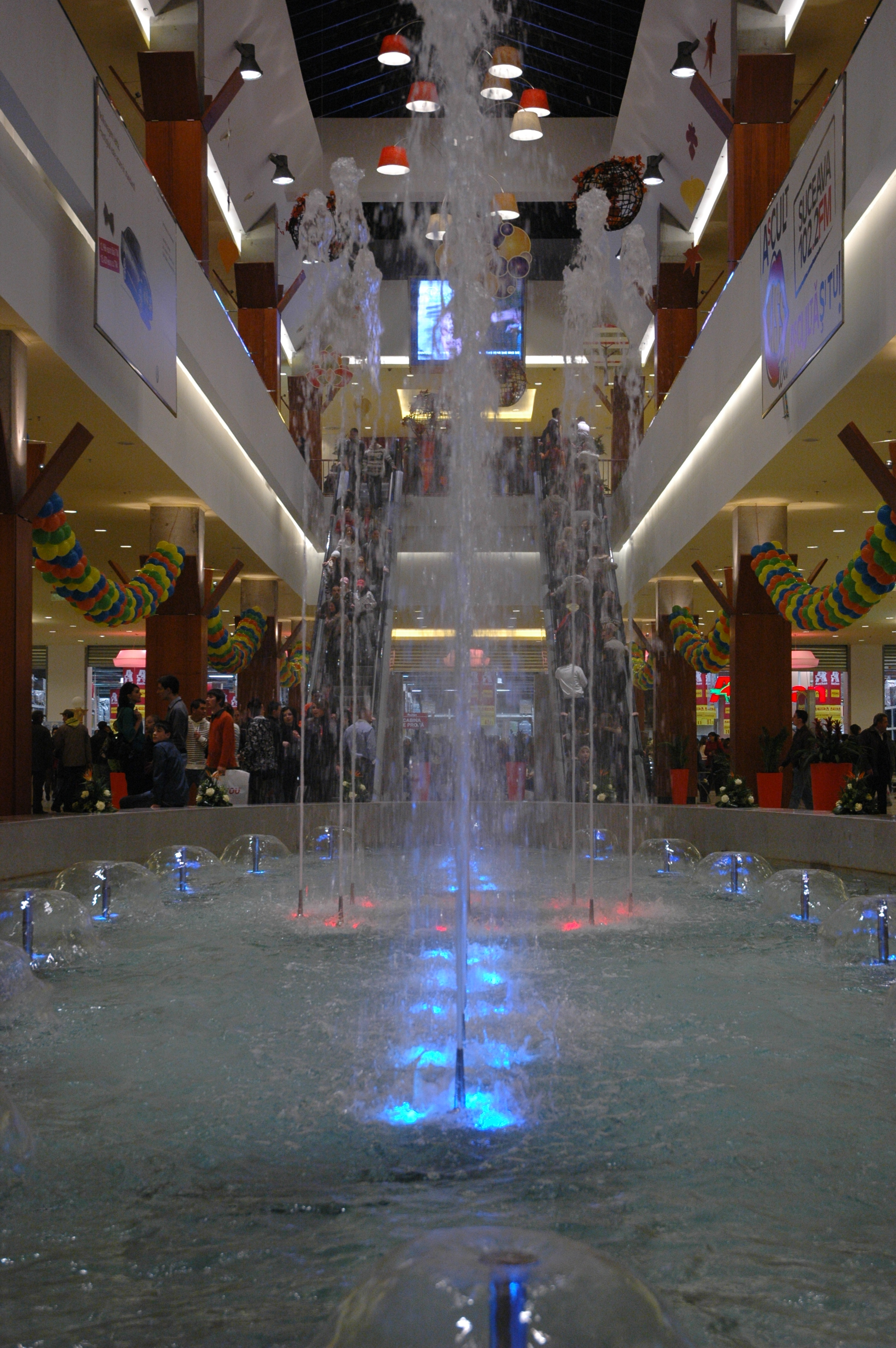
Fântână arteziană în interior